# Маркиз дель Агила

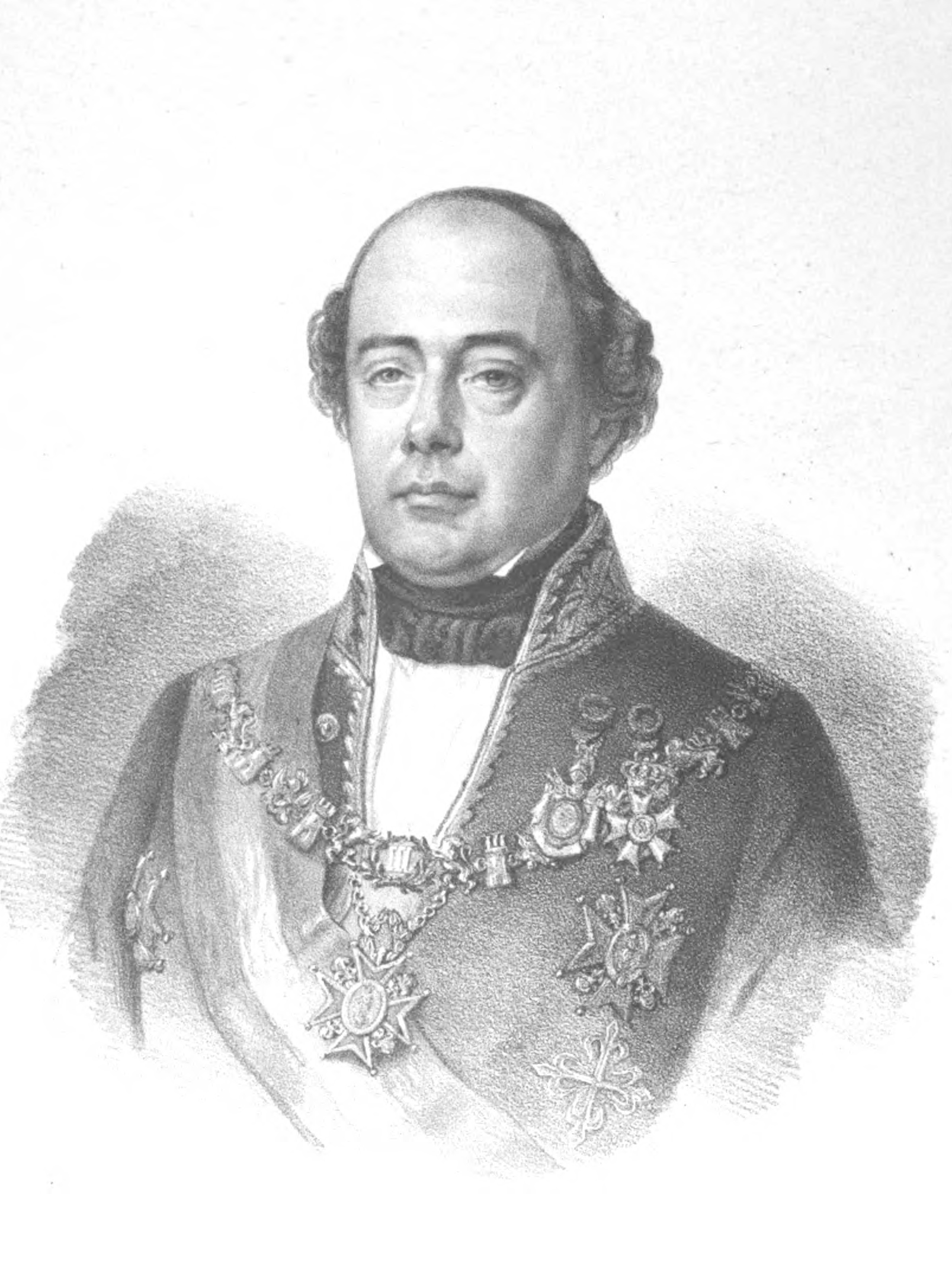
Висенте Пио Осорио де Москосо и Понсе де Леон (1801—1864), 9-й маркиз дель Агила

Маркиз дель Агила — испанский дворянский титул. Он был создан 24 февраля 1639 года королем Испании Филиппом IV для Хуана Луиса де Сильвы и Риберы, сына Педро де Сильвы и Риберы и Терезы де Акунья и Гусман, внука Хуана де Сильвы и Риберы, 2-го маркиза де Монтемайор.

## Маркизы дель Агила
|                                             | Титул                                                      | Период                                      |
| Креация создана королем Испании Филиппом IV | Креация создана королем Испании Филиппом IV                | Креация создана королем Испании Филиппом IV |
| ------------------------------------------- | ---------------------------------------------------------- | ------------------------------------------- |
| I                                           | Хуан Луис де Сильва и Рибера                               | 1639 — ?                                    |
| II                                          | Хуан Франсиско де Сильва и Рибера                          | ? — 1685                                    |
| III                                         | Мануэль де Сильва и Рибера                                 | 1685-1691                                   |
| IV                                          | Мануэль де Сильва и Рибера                                 | 1691 — ?                                    |
| V                                           | Хосе де Баэса и Висентельо                                 | ? — 1739                                    |
| VI                                          | Хоакин Лоренсо Понсе де Леон и Баэса                       | 1739-1807                                   |
| VII                                         | Антонио Мария Понсе де Леон Давила и Каррильо де Альбронос | 1807 — ?                                    |
| VIII                                        | Мария дель Кармен Понсе де Леон и де Карвахаль             | ? — 1813                                    |
| IX                                          | Висенте Пио Осорио де Москосо и Понсе де Леон              | 1813-1849                                   |
| X                                           | Хосе Мария Осорио де Москосо и Карвахаль-Варгас            | 1849-1868                                   |
| XI                                          | Франсиско де Асис Осорио де Москосо и де Бурбон            | 1868-1882                                   |
| XII                                         | Франсиско де Асис Осорио де Москосо и Хордан де Уррьес     | 1882-1918                                   |
| XIII                                        | Мария дель Перпетуо Сокорро Осорио де Москосо и Рейносо    | 1918-1951                                   |
| XIV                                         | Мария де лос Долорес Барон и Осорио де Москосо             | 1951-1978                                   |
| XV                                          | Мария де ла Соледад де Казанова-Карденас и Барон           | 1978-2000                                   |
| XVI                                         | Карлос Педро Мартинес де Ирухо и Казанова                  | 2001 — н.в.                                 |

## История маркизов дель Агила
- Хуан Луис де Сильва и Рибера (? — ?), 1-й маркиз дель Агила, 4-й маркиз де Монтемайор, сына Педро де Сильвы и Риберы и Терезы де Акунья и Гусман, внук Хуана де Сильвы и Риберы, 2-го маркиза де Монтемайор.
  - Супруга — Леонор де Мендоса, дочь Эстебана де Мендосы и Гусмана и Марии де Фигероа. Ему наследовал их сын:

- Хуан Франсиско де Сильва и Рибера (1616—1685), 2-й маркиз дель Агила, 5-й маркиз де Монтемайор.
  - Супруга — Мария Висентельо де Лека и Веласко, дочь Хуана Висентельо де Лека и Толедо, 1-го графа де Кантильяна, и Изабель Колома и Энрикес де Веласко. Ему наследовал их сын:

- Мануэль Антонио де Сильва и Рибера (1660—1691), 3-й маркиз дель Агила, 6-й маркиз де Монтемайор, 3-й маркиз де ла Вега де ла Сагра.
  - Супруга — Изабель де Кардона и Эриль, дочь Альфонсо де Кардоны (? — 1659), маркиза ди Кастельнуово и вице-короля Майорки, и Маргариты Терезы де Эриль-Англесола-и-Майно, 3-й графини де Эриль. Ему наследовал их сын:

- Мануэль де Сильва и Рибера (1680 — ?), 4-й маркиз дель Агила, 7-й маркиз де Монтемайор, 4-й маркиз де ла Вега де ла Сагра.
  - Супруга — Анна де Веласко Фернандес де Кордова.

- Хосе де Баэса и Висентельо (? — 1770), 5-й маркиз дель Агила, 8-й маркиз де Монтемайор, 6-й граф де Кантильяна. Сын Луиса Игнасио де Баэсы Манрике де Лара и Мендосы, 3-го маркиза де Кастромонте, и Марии Терезы Висентельо де Лека и Сильва. Ему наследовал:

- Хоакин Лоренсо Понсе де Леон и Баэса (21 августа 1731 — 7 апреля 1807), 6-й маркиз дель Агила, 9-й маркиз де Монтемайор, 7-й граф де Кантильяна. Сын Мигеля Херонимо Понсе де Леона и Месия, 3-го графа де Гарсиэс, и Анхелы Дионисии де Баэсы и Висентельо.
  - Супруга — Мария Хосефа Давила, 3-я герцогиня де Монтемар, дочь Хосефа Лоренсо Давилы, 3-го графа де Валермосо, и Марии Магдалены Каррильо де Альборноса, 2-го герцога де Монтемар.
  - Супруга — Мария де лас Мерседес Бельвис де Монкада и Писарро, дочь Паскуаля Бенито Бельвиса де Монкады и Ибаньеса де Сеговия, 15-го маркиза де Мондехар, и Флоренсии Доминги Антонии Писарро и Эррера, 3-й маркизы де Сан-Хуан-де-Пьедрас-Альбас. Ему наследовал его сын от первого брака:

- Антонио Мария Понсе де Леон Давила и Каррильо де Альбронос[исп.]  (31 октября 1757 — 8 мая 1826), 7-й маркиз дель Агила, 10-й маркиз де Монтемайор, 4-й герцог Монтемар.
  - Супруга — Мария Луиза Карвахаль и Гонзага (1759—1743), дочь Мануэля Бернардино де Карвахаля и Суньиги, герцога де Абрантес и Линарес, и Марии Микаэлы Гонзага и Караччоло. Ему наследовала их дочь:

- Мария дель Кармен Понсе де Леон и Карвахаль (29 мая 1780—1813), 8-я маркиза дель Агила, 5-я герцогиня де Монтемар, 9-я маркиза де Кастромонте, 9-я графиня де Гарсиэс.
  - Супруг — Висенте Осорио де Москосо и Альварес де Толедо (1777—1837), 10-й герцог де Санлукар-ла-Майор, 7-й герцог де Атриско, 8-й герцог де Медина-де-лас-Торрес, 14-я герцогиня де Сесса, 13-я герцогиня де Сома, 12-я герцогиня де Баэна, 16-я герцогиня де Македа.

- Висенте Пио Осорио де Москосо и Понсе де Леон (22 июля 1801 — 22 февраля 1864), 9-й маркиз дель Агила, 11-й маркиз де Монтемайор, 8-й герцог Атриско, 11-й герцог Санлукар-ла-Майор, 15-й граф де Альтамира. Сын Висенте Феррера Осорио де Москосо и Альвареса де Толедо (1778—1837), 9-го герцога де Медина-де-лас-Торрес, и Марии дель Кармен Понсе де Леон и Карвахаль (1780—1813), герцогини де Монтемар. Внук по материнской линии Антонио Марии Понсе де Леона, 10-го маркиза де Монтемайор.
  - Супруга — Мария Луиза де Карвахаль и де Керальт (1804—1843), дочь Хосе Мигеля де Карвахаля Варгаса и Манрике де Лары, 2-го герцога де Сан-Карлос, и Марии Эулалии де Керальт и Сильвы. Ему наследовал их сын:

- Хосе Мария Осорио де Москосо и Карвахаль (12 апреля 1828 — 5 ноября 1881), 10-й маркиз дель Агила, 12-й маркиз де Монтемайор, 18-й герцог Македа, 16-й герцог Сесса.
  - Супруга — инфанта Луиза Тереза де Бурбон и Бурбон-Сицилийская (1824—1900), дочь инфанта Франсиско де Паулы Испанского и Луизы Карлоты Бурбон-Сицилийской. Ему наследовал их старший сын:

- Франсиско де Асис Осорио де Москосо и Бурбон (16 декабря 1847 — 18 января 1924), 11-й маркиз дель Агила, 13-й маркиз де Монтемайор, 17-й герцог де Сесса.
  - Супруга — Мария дель Пилар Хордан де Уррьес и Руис де Арана (1852—1924), дочь Хуана Непомусено Хордана де Уррьеса и Сальседо, 5-го маркиза де Аербе, и Хуаны Марии де ла Энкарнасьон Руис де Арана и Сааведра. Ему наследовал их сын:

- Франсиско де Асис Осорио де Москосо и Хордан де Уррьес (декабрь 1874 — 5 апреля 1952), 12-й маркиз дель Агила, 14-й маркиз де Монтемайор, 19-й маркиз де Асторга.
  - Супруга — Мария Долорес де Рейносо и Керальт (1880—1905), дочь Федерико де Рейносо и Муньоса де Веласко и Марии дель Пилар де Керальт и Бернальдо де Кироса.
  - Супруга — Мария де лос Долорес де Тарамона и Диес де Энтересото (1880—1962). Ему наследовала его дочь от первого брака:

- Мария дель Перпетуо Сокорро Осорио де Москосо и Рейносо (30 июня 1899 — 20 октября 1980), 13-я маркиза дель Агила, 15-я маркиза де Монтемайор, 21-я герцогиня де Македа, 17-я маркиза де Аямонте.
  - Супруг — Леопольдо Барон и Торрес. Ей наследовала их дочь:

- Мария де лос Долорес Барон и Осорио де Москосо (11 ноября 1917 — 31 октября 1989), 14-я маркиза дель Агила, 16-я маркиза де Монтемайор, 22-я герцогиня де Македа, графиня де Валермосо.
  - Супруг — Бальтасар де Казанова-Карденас и Феррер. Ей наследовал их дочь:

- Мария де ла Соледад де Казанова и Барон (17 февраля 1949 — 29 сентября 2000), 15-я маркиза дель Агила, 17-я маркиза де Монтемайор.
  - Супруг — Карлос Мартинес де Ирухо и Креспо (род. 1948), 11-й герцог де Сотомайор, 7-й маркиз де Каса-Ирухо. Ей наследовал их старший сын:

- Карлос Мартинес де Ирухо и Казанова (род. 1 декабря 1979), 16-й маркиз дель Агила, 18-я маркиз де Монтемайор.